# 1924 في البرازيل
فيما يلي قوائم الأحداث التي وقعت خلال عام 1924 في البرازيل.

## سياسة

### انتهاء فترة المنصب
- 31 مارس – نيلو بيسانيا عضو مجلس الشيوخ من البرازيل.

## مواليد

### يناير
- 1 يناير – كارلوس ديتبورن

### فبراير
- 11 فبراير – خوسيه لازارو روبلس لاعب كرة قدم برازيلي.

### يوليو
- 11 يوليو – سيزار لاتيس فيزيائي برازيلي.

### أغسطس
- 5 أغسطس – ديفيد ريسنيك

### أكتوبر
- 24 أكتوبر – عزيز أبو صابر
- 27 أكتوبر – ألفريدو راموس

## وفيات

### مارس
- 31 مارس – نيلو بيسانيا (مواليد 1867)